# لوم، هلند
لوم (به هلندی: Lomm) یک منطقهٔ مسکونی در هلند است که در فنلو واقع شده‌است. لوم ۸٫۰۷ کیلومتر مربع مساحت و ۱٬۰۱۵ نفر جمعیت دارد.